# Шафуз-сюр-Зорн
Шафуз-сюр-Зорн (фр. Schaffhouse-sur-Zorn) — коммуна на северо-востоке Франции в регионе Гранд-Эст (бывший Эльзас — Шампань — Арденны — Лотарингия), департамент Нижний Рейн, округ Саверн, кантон Буксвиллер. До марта 2015 года коммуна административно входила в состав упразднённого кантона Ошфельден (округ Страсбур-Кампань).
Площадь коммуны — 3,67 км², население — 383 человека (2006) с тенденцией к росту: 405 человек (2013), плотность населения — 110,4 чел/км².

## Население
Население коммуны в 2011 году составляло 392 человека, в 2012 году — 398 человек, а в 2013-м — 405 человек.
| 1962 | 1968 | 1975 | 1982 | 1990 | 1999 | 2006 | 2008 | 2011 | 2012 | 2013 |
| ---- | ---- | ---- | ---- | ---- | ---- | ---- | ---- | ---- | ---- | ---- |
| 291  | 270  | 249  | 307  | 307  | 349  | 383  | 393  | 392  | 398  | 405  |

Динамика населения:

## Экономика
В 2010 году из 237 человек трудоспособного возраста (от 15 до 64 лет) 185 были экономически активными, 52 — неактивными (показатель активности 78,1 %, в 1999 году — 70,0 %). Из 185 активных трудоспособных жителей работали 177 человек (94 мужчины и 83 женщины), 8 числились безработными (трое мужчин и пять женщин). Среди 52 трудоспособных неактивных граждан 20 были учениками либо студентами, 17 — пенсионерами, а ещё 15 — были неактивны в силу других причин.